# Passiflora magdalenae
Passiflora magdalenae är en passionsblomsväxtart som beskrevs av José Jéronimo Triana och Planch.. Passiflora magdalenae ingår i släktet passionsblommor, och familjen passionsblomsväxter. Inga underarter finns listade i Catalogue of Life.